# The Sailor's Dream
The Sailor's Dream est un jeu vidéo de type fiction interactive développé et édité par Simogo, sorti en 2014 sur iOS.

## Accueil

### Critique
- Canard PC : 8/10[1]
- TouchArcade : 4/5[2]

### Prix
Lors de l'Independent Games Festival 2015, The Sailor's Dream a été nommé dans la catégorie Excellence en Son et a reçu trois mentions honorables dans les catégories Grand prix Seumas-McNally, Excellence en Arts visuels et Excellence en Narration.